# 포드섬

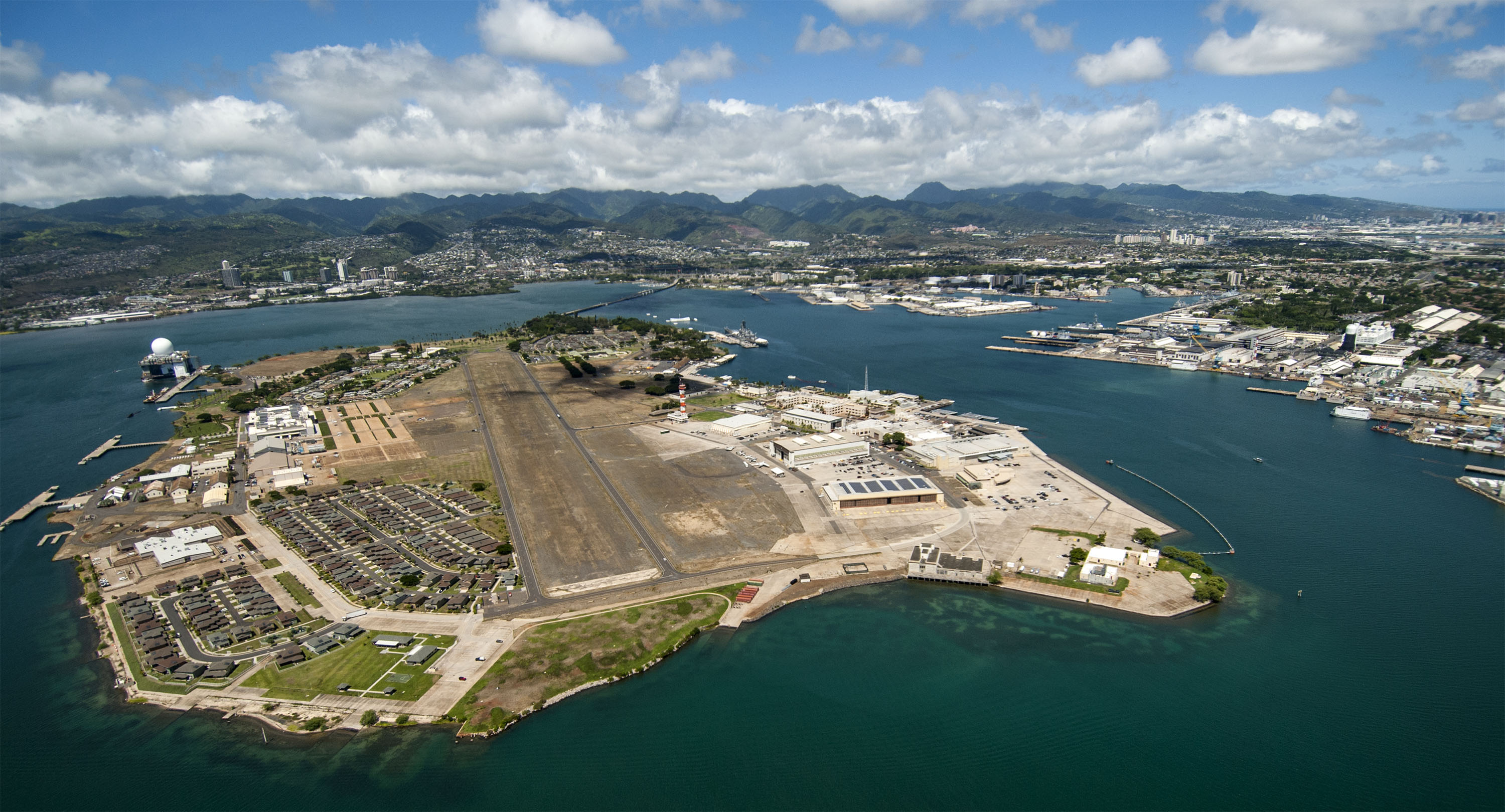

포드섬 또는 포드 아일랜드(Ford Island, 하와이어: Poka ``Ailana)는 미국 하와이주 오아후 진주만 중심부에 있는 섬이다. 하와이 원주민 이름은 모쿠우메우메(Moku'ume'ume)이다. 1825년 조사 당시 섬의 면적은 334에이커(135헥타르)였으며, 1930년대에는 미국 해군이 항구를 깊게 하기 위해 진주만에서 준설한 흙을 사용하여 441에이커(178헥타르)로 늘어났다.
이 섬은 고대 하와이의 다산 의식이 거행되던 장소였지만 1830년대 기독교인 선교사들에 의해 중단되었다. 이 섬은 카메하메하 1세에 의해 스페인 탈영병 프란시스코 데 파울라 마린(Francisco de Paula Marín)에게 주어졌다가 나중에 군주제로 반환되었다. 이 섬은 제임스 아이작 다우셋(James Isaac Dowsett)이 경매에서 구입하여 캐롤라인 잭슨(Caroline Jackson)에게 매각한 후 결혼으로 세스 포터 포드 박사(Dr. Seth Porter Ford)의 소유가 되었고 포드섬(Ford Island)으로 이름이 변경되었다. 포드가 사망한 후 그의 아들은 섬을 존 파라 이(John Papa Ī'ī) 사유지에 매각하고 사탕수수 농장으로 전환했다.

## 같이 보기
- 하와이 제도